# 阿斯卡波察尔科区

在墨西哥城的位置

阿斯卡波察尔科区（西班牙語：Azcapotzalco，发音[askapoˈtsalko]），墨西哥首都墨西哥城的一个辖区，位于墨西哥城西北角。总面积33.6平方公里，总人口432,205（2020年）。“阿斯卡波察尔科”一名源于纳瓦特尔语Āzcapōtzalco（āzcapōtzalli “蚁山” + -co “地方”，意即“蚁山之地”）。